# Chau Tau
Chau Tau is een dorp in New Territories, Hongkong. Het ligt langs de spoorlijn die Hongkong met het Chinese vasteland verbindt, en dicht bij het dorp Lok Ma Chau. Alle bewoners hebben de familienaam Man en behoren tot de Wai t'auw, een van de autochtone Hongkongvolken.